# Huh Chang-soo
Đây là một tên người Triều Tiên, họ là Huh.
Huh Chang-Soo (sinh ngày 6 tháng 10 năm 1948) là chủ tịch của Tập đoàn GS. Huh có bằng quản trị kinh doanh tại Đại học Korea và đã tham gia khóa học MBA tại Đại học Saint Louis ở Hoa Kỳ.
Huh trở thành chủ tịch của Tập đoàn GS vào năm 2004 và ông là chủ tịch của FC Seoul từ năm 1998. Ông nổi tiếng trong giới hâm mộ bóng đá vì keo kiệt và từ chối chi tiền cho việc chuyển nhượng mặc dù FC Seoul là một trong những đội bóng giàu nhất Hàn Quốc.